# 블로브피시
블로브피시 ,또는 블롭피쉬(Blobfish, 학명: Psychrolutes marcidus)는 물수배기과에 속하는 심해어이며, 오스트레일리아와 뉴질랜드, 태즈메이니아섬의 해안에서 주로 발견된다.
해수면에서 600 ~ 1,200 M 깊이의 물 속에 거주하며, 심해에서 부력을 유지하기 힘든 부레를 갖고 있는 대신 젤리와 같은 몸으로 밀도를 줄여 부력을 유지한다. 근육이 거의 없어 물에 떠다니면서 이동하며, 바다눈 현상을 이용해 갑각류를 섭취한다.
블로브피시는 종종 트롤링(저인망 어업) 도중 의도치 않게 포획되며, 이러한 사례로 인해 일부 과학자들은 블로브피시가 멸종위기종이 될 것을 경고하였다.
블로브피시는 근육이 없고 젤리같은 피부 때문에 물밖에 나오면 납작한 형태가 된다. 이 때문에 현재 영국의 이색단체인 못생긴 동물 보호 협회에서 보호중이다.